# Amerikaanse Kleinere Afgelegen Eilanden

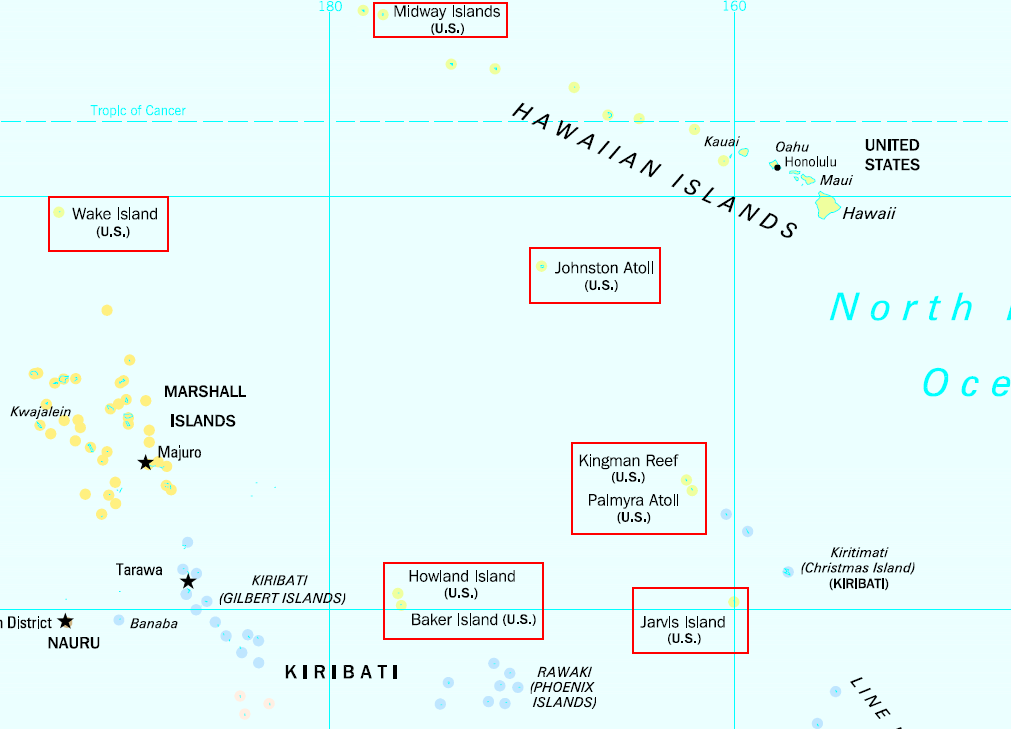
De kleine afgelegen eilanden in de Grote Oceaan.

De Amerikaanse Kleinere Afgelegen Eilanden (Engels: United States Minor Outlying Islands) zijn negen door de Verenigde Staten geannexeerde eilanden, waarvan er acht gelegen zijn in de Grote Oceaan, en een eiland, Navassa, in de Caribische Zee ligt.
De eilanden hadden gemeen dat ze alle rijk aan guano waren. Nu is ongeveer 70% van de eilanden natuurreservaat. De eilanden worden beheerd door een plaatselijke directeur van de United States Fish and Wildlife Service. De enige bewoners zijn tijdelijk gestationeerde onderzoekers en militair personeel, in totaal zo'n 300 personen, waarvan de meerderheid leeft op het atol Johnston en een kleinere groep op Wake.
De positie van de eilanden creëert een grote exclusieve economische zone rondom de eilandengroep, die ook omvat is in het Pacific Remote Islands Marine National Monument, een Amerikaans National Monument, sinds 6 januari 2009 beschermd gebied met een oppervlakte van 1.269.980 km², beheerd door het Fish and Wildlife Service van het United States Department of the Interior en de National Oceanic and Atmospheric Administration van het United States Department of Commerce.
De eilanden hebben als landcode UM en als internet top level domain de code .um.

## Eilanden
| Naam eiland | Hoofdstad    | Oppervlakte | Inwoners | Regio      | Claim            |
| ----------- | ------------ | ----------- | -------- | ---------- | ---------------- |
| Baker       | Meyerton     | < 01,40 km² | 0        | Polynesië  | Kiribati         |
| Howland     | Itascatown   | < 01,84 km² | 0        | Polynesië  | Kiribati         |
| Jarvis      | Millersville | < 04,50 km² | 0        | Polynesië  | Kiribati         |
| Johnston    | -            | < 02,80 km² | 0        | Polynesië  | Hawaï            |
| Kingman     | -            | 0< 0,01 km² | 0        | Polynesië  | Kiribati         |
| Midway      | -            | < 06,20 km² | ± 40     | Polynesië  | Hawaï            |
| Navassa     | Lulu Town    | < 05,20 km² | 0        | Caraïben   | Haïti            |
| Palmyra     | -            | < 11,90 km² | 4 - 20   | Polynesië  | Kiribati         |
| Wake        | -            | < 06,50 km² | 150      | Micronesië | Marshalleilanden |